# آرکادلپیا (آرکانزاس)
آرکادلپیا (آرکانزاس) (به انگلیسی: Arkadelphia, Arkansas) یک شهر در ایالات متحده آمریکا با جمعیت ۱۰٬۷۱۴ نفر است که در آرکانزاس واقع شده‌است.

## موقعیت جغرافیایی
موقعیت جغرافیایی شهرها و مناطق اطراف به شرح زیر است: